# Snowboard alla XXV Universiade invernale
Le gare di snowboard della XXV Universiade invernale si sono svolte dal 28 gennaio al 6 febbraio 2011 nel distretto di Dumlu a Erzurum, in Turchia. In programma otto eventi; due sono stati cancellati a causa del maltempo.

## Podi

### Uomini
| Evento            | Oro              | Punteggio        | Argento             | Punteggio           | Bronzo          | Punteggio       |
| Halfpipe          | Ryō Aono         | 29,1             | Kazuumi Fujita      | 27,6                | Kim Ho-Jun      | 26,2            |
| Slopestyle        | Gara cancellata  | Gara cancellata  | Gara cancellata     | Gara cancellata     | Gara cancellata | Gara cancellata |
| Gigante parallelo | Kim Sang-Kyum    | Kim Sang-Kyum    | Sebastian Kislinger | Sebastian Kislinger | Nevin Galmarini | Nevin Galmarini |
| Snowboard cross   | Konstantin Schad | Konstantin Schad | Omar Visintin       | Omar Visintin       | Federico Raimo  | Federico Raimo  |

### Donne
| Evento            | Oro             | Punteggio       | Argento          | Punteggio       | Bronzo           | Punteggio        |
| Halfpipe          | Cai Xuetong     | 26,8            | Sophie Rodriguez | 23,7            | Li Shuang        | 22,8             |
| Slopestyle        | Gara cancellata | Gara cancellata | Gara cancellata  | Gara cancellata | Gara cancellata  | Gara cancellata  |
| Gigante parallelo | Selina Jörg     | Selina Jörg     | Annamari Čundak  | Annamari Čundak | Gloria Kotnik    | Gloria Kotnik    |
| Snowboard cross   | Klára Koukalová | Klára Koukalová | Claire Chapotot  | Claire Chapotot | Martina Krejčová | Martina Krejčová |

## Medagliere
| Posizione | Paese         | Oro | Argento | Bronzo | Totale |
| --------- | ------------- | --- | ------- | ------ | ------ |
| 1         | Germania      | 2   | 0       | 0      | 2      |
| 2         | Giappone      | 1   | 1       | 0      | 2      |
| 3         | Cina          | 1   | 0       | 1      | 2      |
|           | Corea del Sud | 1   | 0       | 1      | 2      |
|           | Rep. Ceca     | 1   | 0       | 1      | 2      |
| 6         | Francia       | 0   | 2       | 0      | 2      |
| 7         | Italia        | 0   | 1       | 1      | 2      |
| 8         | Austria       | 0   | 1       | 0      | 1      |
|           | Ucraina       | 0   | 1       | 0      | 1      |
| 10        | Slovenia      | 0   | 0       | 1      | 1      |
|           | Svizzera      | 0   | 0       | 1      | 1      |
| Totale    | Totale        | 6   | 6       | 6      | 18     |